# Praelaterium
Praelaterium là một chi bọ cánh cứng trong họ 
Elateridae.
Chi này được miêu tả khoa học năm 1973 bởi Dolin.

## Các loài
Chi này có các loài:
- Praelaterium problematicum Dolin, 1973